# Françoise Lantheaume
Françoise Lantheaume, née en 1954, est une sociologue française, spécialiste de la transmission de la mémoire coloniale, professeure des universités émérite en sciences de l'éducation à l'université Lumière-Lyon-II.

## Biographie
Elle fait ses études universitaires à l'École des hautes études en sciences sociales où elle obtient un doctorat en sociologie en 2002 sous la direction de Jean-Louis Derouet sur L’enseignement de l’histoire de la colonisation et de la décolonisation de l’Algérie depuis les années trente : État-nation, identité nationale, critique et valeurs. Essai de sociologie du curriculum,. En 2013, elle obtient une habilitation à diriger des recherches (HDR) en sciences de l'éducation à l'université Lumière-Lyon-II (Curriculum et travail enseignant : incertitudes, épreuves et reconfigurations. Essai de sociologie pragmatique et réticulaire). En 2014, elle est nommée professeure en sciences de l'éducation à l'université Lumière Lyon-II. 
Elle est spécialisée dans la sociologie du curriculum, l'enseignement de questions controversées et le travail enseignant, la souffrance au travail de ces derniers. Elle a publié La Souffrance des enseignants : Une sociologie pragmatique du travail enseignant en collaboration avec Christophe Hélou en 2008. Leur travail traite de l'invisibilisation du travail réel des enseignants aux yeux de leur hiérarchie et de leurs pairs, qui est, pour eux, une des raisons de la souffrance au travail des enseignants. Cet ouvrage est le résultat d'un partenariat entre la Fondation pour la santé publique de la MGEN et l'Institut national de recherche pédagogique. Elle est aussi régulièrement invitée à intervenir lors de colloques et de journées d'études sur le sujet,.
Dans le cadre d'une enquête coordonnée par le laboratoire ECP de l'université Lumière Lyon-II en 2010-2011, elle a aussi dirigé une équipe internationale et pluridisciplinaire, comprenant Laurence De Cock dont elle a été directrice de thèse, qui travailla sur la vision du « roman national » chez les jeunes. Influencés par des enquêtes similaires déjà menées au Québec par Jocelyn Létourneau, les chercheurs se sont fait raconter le roman national par 6 600 élèves de 11 à 19 ans en métropole et à la Réunion puis en Suisse, en Allemagne et en Catalogne. Elle a donné lieu à la publication d'un livre aux éditions des Presses universitaires de Lyon en 2016, dirigée par elle et l'historien canadien Jocelyn Létourneau, Le Récit du Commun,.
Dans le même temps, elle a dirigé une étude menée par le laboratoire ECP de Lyon 2 et trois syndicats enseignants dont le Syndicat national des enseignements du second degré (SNES), le SNUipp et le Syndicat National Unitaire de l'Enseignement Professionnel (SNUEP) sur la fin de carrière des enseignants et le maintien de leur santé au travail. Une journée d'étude en a rendu compte, en collaboration avec Luc Ria. Cette étude regroupe 176 entretiens d'enseignants de plus de 50 ans de 52 établissements secondaires publics.
De 2016 à 2020, elle a dirigé une enquête internationale sur le thème Religions, Discriminations, Racisme en milieu scolaire (ReDISCO) dans une centaine d'établissements scolaires. Un ouvrage, Laïcité, discriminations, racisme. Les professionnels de l'éducation à l'épreuve, publié aux éditions des Presses universitaires de Lyon présente les principaux résultats de l'enquête, 
De 2013 à 2016, elle assure avec Patrick Rayou la direction de la revue Recherche & formation.
De 2019 à 2022, elle est membre du conseil scientifique de la DILCRAH.
En 2025 elle intervient à Besançon dans un séminaire dédié à la discrimination en milieu scolaire.

## Publications

### Direction d'ouvrages
- Lantheaume, F. & Urbanski, S. (dir.) (2023). Laïcité, discriminations, racisme. Les professionnels de l’éducation à l’épreuve, Presses Universitaires de Lyon.
- avec A.-L. Garcia, Durer dans le métier d'enseignant. Regards franco-allemands, Bruxelles, Academia, 2018
- avec J. Létourneau (dir.), Le récit du commun. L'histoire nationale racontée par les élèves, Lyon, Presses universitaires de Lyon, 2016
- avec C. Hélou (dir.), La Souffrance des enseignants : Une sociologie pragmatique du travail enseignant, Paris, PUF, 2008
- avec Bessette-Hollande F., Coste S., (coll.), Les enseignants de lycée professionnel face aux réformes. Tensions et ajustements dans le travail, Lyon, INRP, 2008

### Contribution d'ouvrages
- L. De Cock, La fabrique de l'histoire scolaire, Marseille, Agone, 2017, 2e éd., « L'enseignement du fait colonial entre universalisme républicain et mémoires singulières », p.73-86
- J.-F. Marcel, Ti. Piot, Changements en éducation. Intentions politiques et travail enseignant, Toulouse, Octares, 2017, « Recherche en éducation, action publique éducative et transformation du métier d’enseignant : la tentation du grand ménage et du couteau suisse »
- P. Remoussenard, En quête du travail caché : enjeux scientifiques, sociaux, pédagogiques, Toulouse, Octares, 2014, « Dimensions cachées du travail : ressource et obstacle face aux épreuves de la sur-prescription - Exemple de professionnels de l’éducation », p.53-66
- Actes du Colloque international des didactiques de l’histoire, de la géographie et de l’éducation à la citoyenneté. Que valent les apprentissages en histoire, géographie et éducation à la citoyenneté ?, Lyon, IFE-ENSL, 2014 (lire en ligne), « Politique et pratiques d’enseignement en histoire, géographie et Éducation à la citoyenneté »
- B. Falaize, C. Heimberg, O. Loubes (dir.), L'école et la nation, Lyon, ENSL éditions, 2013, « L'empire de l'enseignement de l'histoire de France : de la promesse au fardeau », p.427-434
- F. Abecassis & G. Meynier (coord.), Pour une Histoire franco-algérienne, Paris, La Découverte, 2011, « Migration, culture et représentations », p. 133-167
- P.A. Doudin, D. Curchod-Ruedi, L. Lafortune & N. Lafranchise, La santé psychosociale des enseignants et des enseignantes, Québec, Presses universitaires de Québec, 2011, « Du dégoût de travailler à la reconquête du métier et de la santé. Exemple d’enseignants de lycée professionnel en France », p.133-167
- M. Crivello (dir.), Les Échelles de la mémoire en Méditerranée, Arles, Actes Sud/MMSH, « L’enseignement de l’histoire du fait colonial. La voie étroite entre "devoir de mémoire", politique de la reconnaissance, et savoirs savants », p.363-376
- Fatima Besnaci-Lacou, Benoît Falaize et Gilles Manceron (dir.), L'histoire des harkis : mémoire et transmission, Paris, éd. de l'Atelier, 2010, « Des figures de l'absence. Les harkis dans les manuels d'histoire de lycée de 1962 à 1998 », p.178-186
- M. Mac Andrew, M., Milot. & A., Triki-Yamani (dir.), L'école et la diversité. Perspectives comparées, Laval, Presses Universitaires de Laval, 2010, « "Roman national" et diversité culturelle. Exemple de l'enseignement de l'histoire de France », p. 121-132
- L. De Cock, E. Picard, La fabrique scolaire de l'histoire, Marseillea, Agone, 2009, « Enseignement du fait colonial et politique de la reconnaissance », p.111-126
- D. Borne et B. Falaize, Religion et colonisation, Paris, éd. de l'Atelier, 2008 (ISBN 978-2-7082-4032-2), « Fait colonial et religion dans les programmes et les manuels scolaires », p. 256-262
- Pour une histoire franco-algérienne, Paris, La Découverte, 2008 (lire en ligne), chap. 5 (« Migration, culture et représentations »)
- Les guerres de mémoires, Paris, La Découverte, 2008 (lire en ligne), « Entre pacification et reconnaissance : les manuels scolaires et la concurrence des mémoires »
- La France et l'Algérie : leçons d'histoire. De l'école en situation coloniale à l'enseignement du fait colonial, Lyon, INRP, 2007, « Les difficultés de la transmission coloniale : le lien Algérie-France dans les programmes d'histoire et les manuels en France au XXe siècle », p. 217-228.